# Lycosella spinipes
Lycosella spinipes là một loài nhện trong họ Lycosidae.
Loài này thuộc chi Lycosella. Lycosella spinipes được Eugène Simon miêu tả năm 1900.